# Михальский, Пётр
Пётр Михальский (пол. Piotr Michalski; род. 28 сентября 1994 года, Польша) — польский конькобежец. Специализируется на спринтерских дистанциях.
В 2015 году на Чемпионате мира по конькобежному спорту на отдельных дистанциях в дистанции 1000 метров занял 16-е место, в следующем году на этом же чемпионате в дистанции 500 метров занял 18-е место, 1000 метров — 22-е.
На Чемпионате мира по конькобежному спорту в спринтерском многоборье 2015 занял 18-е место, в 2016 году на этом же чемпионате пришёл 6-м. В 2017 году также принял участие в этих соревнованиях заняв 15-е место в таблице.
На Чемпионате Европы по конькобежному спорту в спринтерском многоборье 2017 расположился на 8-м месте.
В Херенвене в командном спринте на Кубке мира по конькобежному спорту 2016/2017 завоевал бронзовую медаль.

## Личные рекорды
| Дистанция | Дата            | Арена          | Время   |
| --------- | --------------- | -------------- | ------- |
| 500м      | 9 декабря 2017  | Солт-Лейк-Сити | 34,48   |
| 1000м     | 26 февраля 2017 | Калгари        | 1.08,29 |
| 1500м     | 26 октября 2012 | Инцелль        | 1.52,78 |
| 3000м     | 16 марта 2012   | Херенвен       | 4.07,17 |
| 5000м     | 16 декабря 2012 | Закопане       | 7.15,25 |